# Platysenta semifurca
Platysenta semifurca är en fjärilsart som beskrevs av Walker 1856. Platysenta semifurca ingår i släktet Platysenta och familjen nattflyn. Inga underarter finns listade i Catalogue of Life.